# Grotta di Sant'Agrippina
(G. L. Barberi, 1513)
(Fazello, 1558)

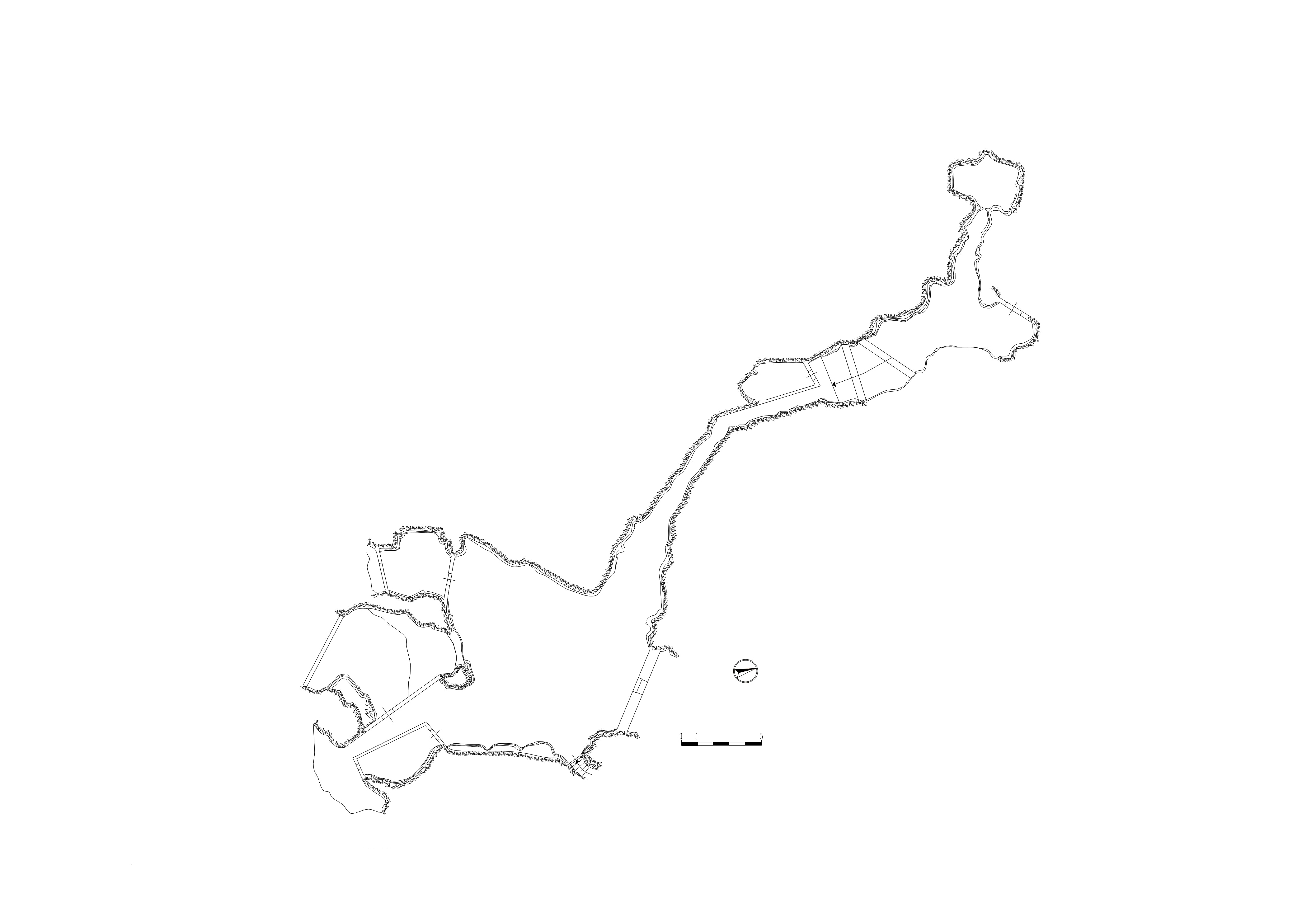
Planimetria del complesso rupestre (disegno di Sebastiano Aiello).

Nel comune di Mineo in provincia di Catania è presente una caverna chiamata grotta di Sant'Agrippina o di Drafone o della Làmia, sede in passato di un sito fortificato, un castello rupestre (XIII sec.), e successivamente di un santuario campestre dedicato alla patrona di Mineo, sant'Agrippina.

## Il sito
Nelle balze scoscese che chiudono a nord il colle di Mineo si apre una profonda forra, indicata con il toponimo greco di Làmia nel significato di stretta valle fluviale o di edificio con soffitto a volta.

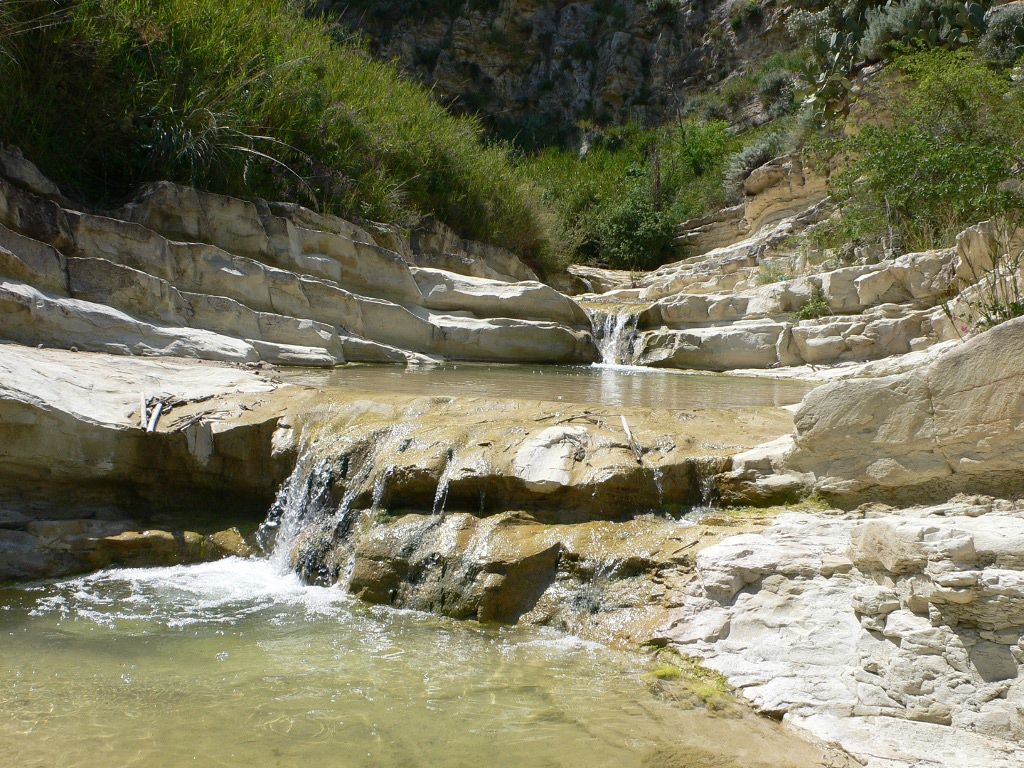
Il torrente Làmia

Questo vallone, che ha sempre offerto un veloce raccordo viario lungo l'antica “via dei monti” tra l'altopiano ibleo e la Sicilia interna, fa gomito al suo sbocco verso la Piana di Mineo, determinando uno sperone roccioso, in cui è stata scavata nel tardo medioevo una dimora fortificata, successivamente adattata ad edificio di culto, detta “Drafone” per la presenza di un boschetto di allori.

## Descrizione
Il complesso rupestre della Lamia, oggi noto come la grotta di Santa Agrippina, per il suo impiego come santuario campestre della santa patrona di Mineo, è scavato in un'arenaria poco consistente, che si sfalda a scaglie e non lascia scorgere l'originario taglio di lavorazione.
Il complesso presenta i caratteristici accorgimenti di un sito fortificato. È scavato nella parte culminante dello sperone roccioso e inizialmente era inaccessibile dal fondovalle.
Il progetto originario prevedeva un unico accesso mimetizzato alle spalle dello sperone, chiuso da un massiccio portale a sesto acuto, costruito da un ventaglio di conci a vista ben connessi e leggermente smussati agli angoli. 

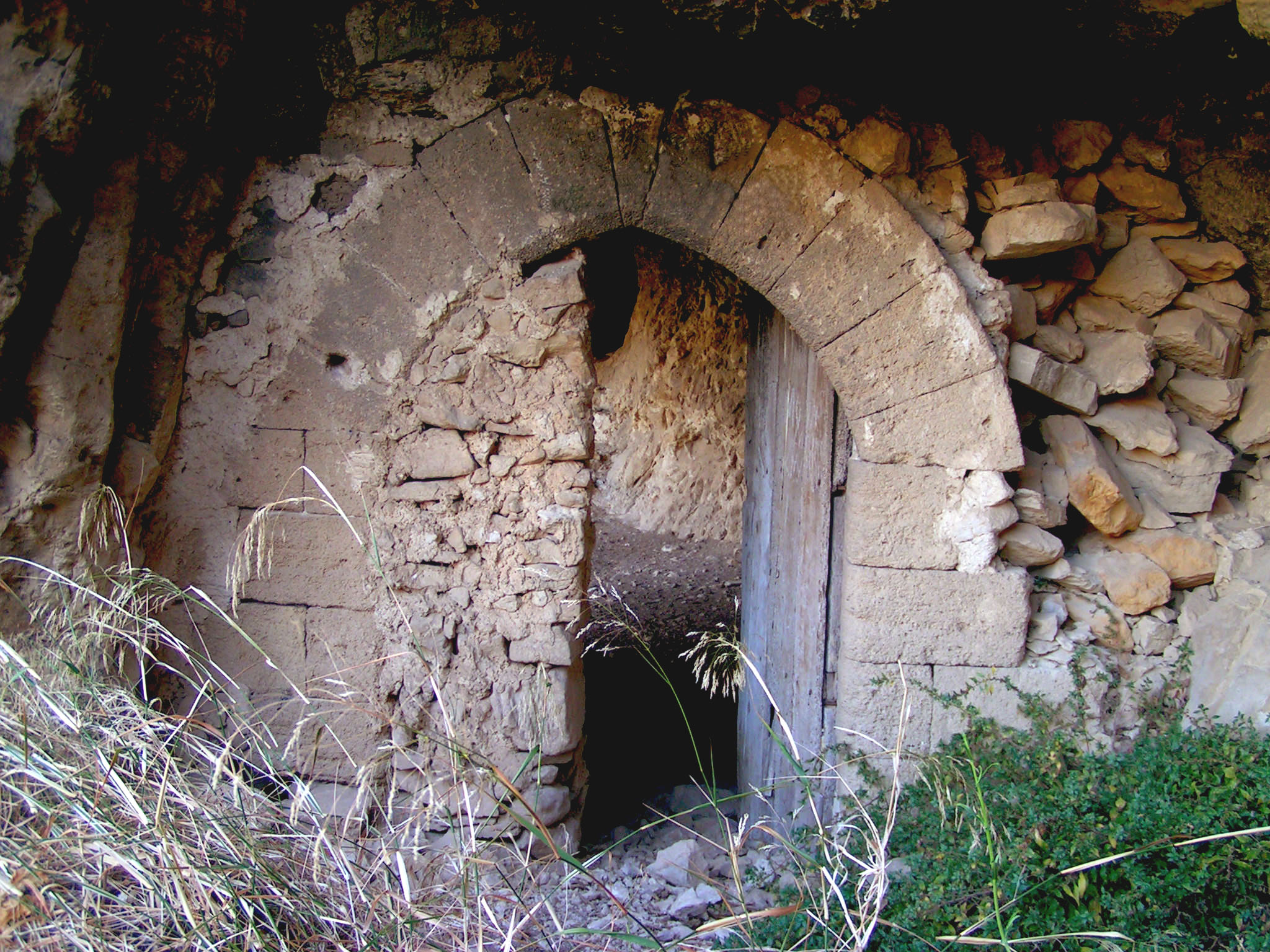
Il portale del castello rupestre (secolo XIII-XIV)

Il portale, ben conservato, ha sicuri riscontri nell'architettura civile due-trecentesca di area siracusana.
Segue una galleria, poco illuminata, fiancheggiata da due vani di servizio con volta ogivale e si restringe in uno stretto corridoio divergente, espediente fortificatorio impiegato in altri castelli rupestri siciliani per il controllo degli accessi.
Il corridoio si apre in una grande sala di circa 13 x 9,50 m, priva di sostegni interni, con volta ogivale, e conclusa a sud da tre ambienti irregolari in parte divisi da pareti in muratura e aperti sul precipizio.

## Storia

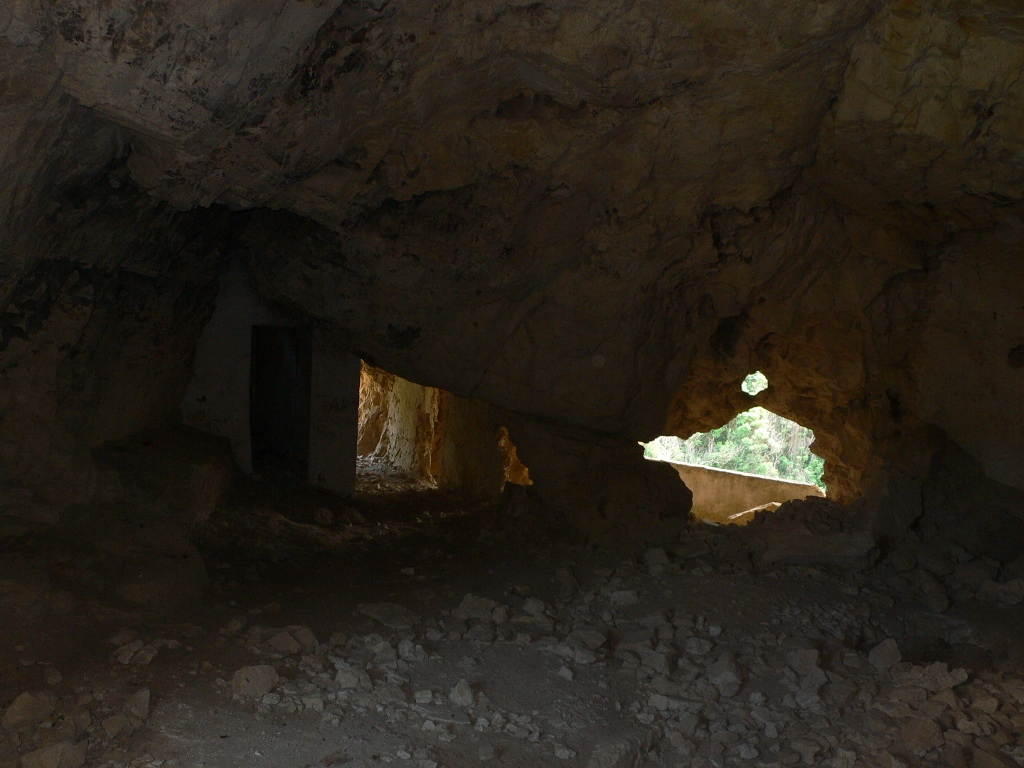
Interno della grotta

Il sito è eponimo di una famiglia feudale, collegata alla nobiltà lentinese, i “de Lamia”, che tra la fine del secolo XIII e il secolo seguente disponeva di signorie feudali nel sud-est dell'isola e ricopriva importanti ruoli nell'ambito della burocrazia statale.
Il radicamento di questa famiglia feudale a Mineo è attestato già nel 1283 in occasione del Vespro nell'ambito del reclutamento di arcieri e altri armigeri. Nella lista degli “equites” di Mineo, sono menzionati Giovanni de Lamia e Adinolfo de Lamia.
Della generazione seguente è Gualtiero de Lamia, tra i capi della sedizione di Catania dell'ottobre 1299,  gratificato dagli Angioini con il feudo di Baccarato (Aidone) e con la nomina a giustiziere di Basilicata.
L'Archivio Storico di Mineo conserva una pergamena datata 5 marzo 1330 con cui Federico III di Sicilia confisca per fellonia a Gualtiero de Lamia, i terreni in suo possesso nel territorio di Mineo e li concede al catalano Belingerio de Yvar.
Il territorio di Mineo appare articolato in appezzamenti di terra e vigneti all'interno di contrade e feudi, in cui è già stabilizzata l'odierna toponomastica, molti dei quali sono appartenuti a Gualtiero de Lamia.
Piccole signorie feudali, attribuite perlopiù alla nobiltà catalana sono censite per il territorio di Mineo nella Descriptio feudorum di Federico III di Sicilia del 1335.
In questo censimento feudale Gualtiero de Lamia non dispone più di terreni a Mineo, gli è invece attribuita metà del feudo lentinese di Bulcusina e risulta nella lista degli amministratori di gabelle e diritti spettanti alla Secrezia di Sicilia.
Risulta titolare del feudo della Lamia con un reddito annuo complessivo di 130 onze Nicola de Lamia, a cui appartengono anche metà del casale lentinese Sabuci e metà del feudo Chadre (/Chadare, presso Fancofonte), munito di un fortilizio.
Allo scorcio del secolo XIV i de Lamia di Mineo sono usciti di scena.. Nel 1399 il feudo della Lamia  è concesso al giudice Giovanni de Notario Raynerio e a Pietro de Montemagno, esponenti della nuova borghesia locale.

## Il santuario
Nel secolo XVI il toponimo Lamia era slittato, come testimonia Tommaso Fazello, dal suo significato geografico di valle fluviale a quello di mostro dal volto di donna e corpo serpentiforme. Il castello rupestre si avviava a trasformarsi nel santuario campestre di Sant'Agrippina. Il riutilizzo del castello rupestre della Lamia sullo scorcio del secolo XVI fu patrocinato dai nuovi titolari del feudo i “de Gurrerio”. Il feudo della Lamia fu acquistato da Gian Tommaso de Gurrerio, protagonista di importanti iniziative nell'ambito religioso ispirate dai Gesuiti da poco insediati a Mineo, l'11 maggio 1580 presso il notaio Michele La Furma di Lentini. In questa occasione fu costruita una rampa esterna di scale lungo il fianco orientale dello sperone, che permetteva ai devoti di superare il forte dislivello tra il fondovalle e la quota della grotta e di raggiungere l'accesso al santuario dall'esterno.
La sala funzionò da chiesa, oggi in abbandono e riconoscibile per l'altare di legno e due ossari. Nel 1635, il santuario era attivo, quando vi fu rappresentata la tragicomedia di Michele Bartoluccio Miracoloso prodigio di S. Agrippina in Drafone di Mineo. Nel secolo XVII fu affidato ad eremiti irregolari, dipendenti dalla parrocchia di Santa Agrippina.  Il sito fu visitato da Julius Schubring negli anni settanta dell'800, che rimase impressionato per il “…veramente antichissimo romantico sistema di grotte, esistendo da 12 a 14 camere con finestre verso sud, le quali tutte l'una coll'altra sono connesse e una grande sala racchiudono”.